# Jelenia Góra
Jelenia Góra [jɛˈlɛɲa ˈgura], tyska: Hirschberg eller Hirschberg im Riesengebirge, tjeckiska: Jelení Hora eller tidigare Hiršperk, är en stad i sydvästra Polen, belägen vid foten av Karkonoszebergen i Nedre Schlesiens vojvodskap, 90 kilometer sydväst om Wrocław. Administrativt utgör orten en stadskommun med powiatstatus, med totalt 81 640 kommuninvånare i juni 2014.

## Geografi

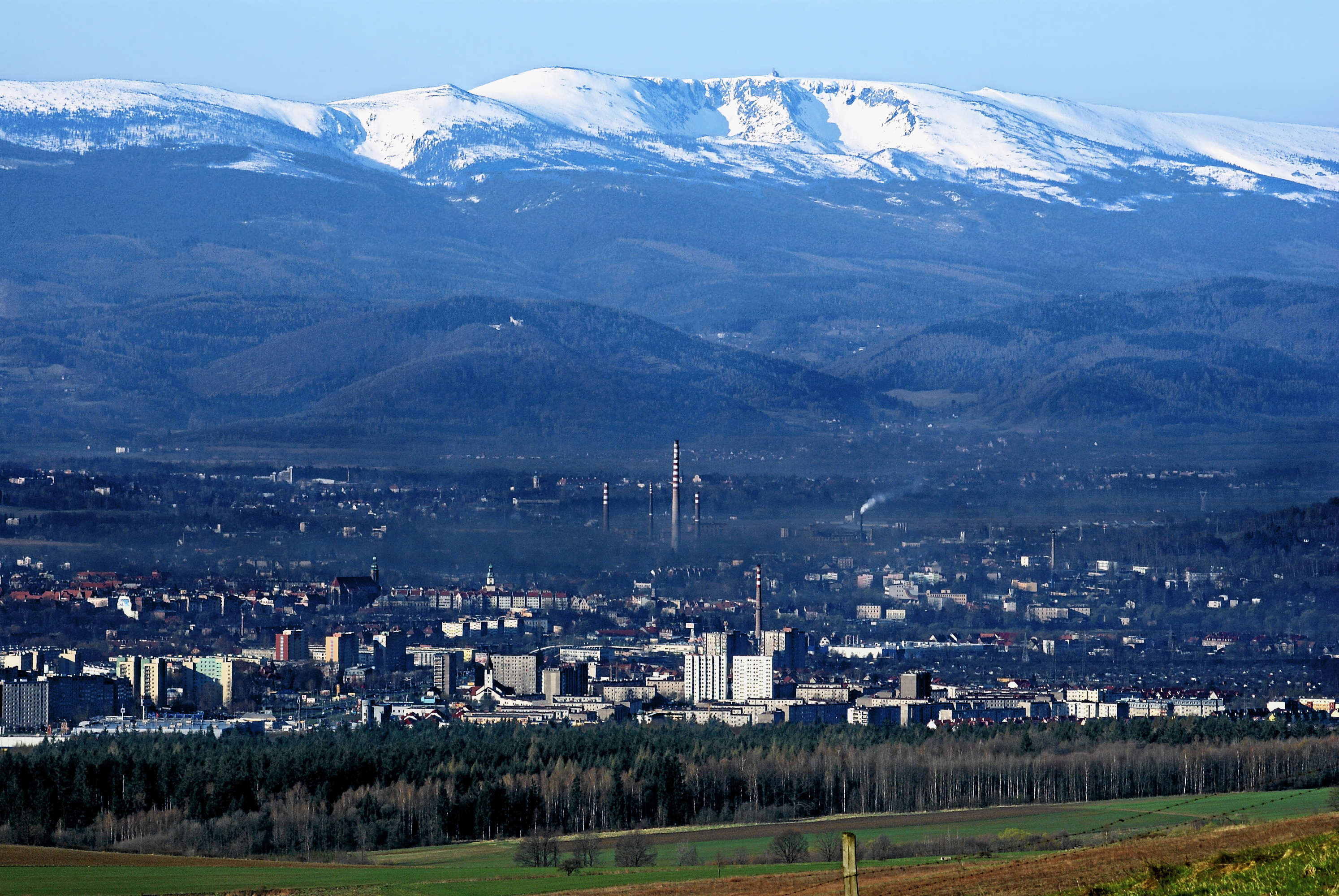
Vy över staden med Karkonosze (Riesengebirge) i bakgrunden.

Jelenia Góra är beläget omkring 90 km sydväst om vojvodskapets huvudstad, Wrocław, och 70 km öster om den polsk-tyska gränsen vid Zgorzelec-Görlitz. 
Staden ligger i dalen Kotlina Jeleniogórska (Hirschbergtal) vid norra foten av bergskedjan Karkonosze (Riesengebirge), som är nationsgräns mot Tjeckien. Floden Kamienna har här sitt utlopp i den större floden Bóbr.
Staden ingår i Euroregion Neisse och är centralort för nationalparken Karkonoski Park Narodowy.

## Historia
Orten grundades troligen strax före 1281, då den omnämns första gången i ett dokument som Hyrzberc. Området tillhörde vid denna tid det piastiska hertigdömet Schweidnitz (Świdnica) och orten blev centrum för ett nybrutet jordbruksområde. År 1299 omnämns orten första gången som stad (civitas). Under hertigen Bolko II erhöll staden ytterligare privilegier. Efter hans död 1368 kom området under kungariket Böhmens kontroll men blev tillfälligt änkeförläning åt änkan, Agnes av Habsburg. Stadens borg från 1200-talet förstördes av husiterna i början av 1400-talet.
Staden införde reformationen 1524 och blev ett viktigt protestantiskt centrum i Schlesien. Stadskyrkan blev protestantisk kyrka, och en protestantisk skola uppfördes 1566. Under trettioåriga kriget belägrades staden flera gånger och tvingades betala kontributioner. Stadens köpmannasällskap grundades 1658. Trots att Schlesien rekatoliserades under andra halvan av 1600-talet kom staden genom Altranstädtkonventionen mellan Sverige och kejsardömet 1707 att få rätt att uppföra en evangelisk kyrka utanför stadsportarna.
Efter Österrikiska tronföljdskriget blev staden 1742 tillsammans med större delen av Schlesien del av kungadömet Preussen. 
Hirschberg var i äldre tid berömt för sin tyg- och vävnadstillverkning, men mot slutet av 1700-talet gick denna starkt tillbaka efter att staden blivit preussisk och handeln med de böhmiska marknaderna söderut skurits av. Senare var Hirschberg en järnvägsknutpunkt, med järn-, glas-, textil- och pappersindustri.
Efter de preussiska administrativa reformerna i början av 1800-talet ingick staden i regeringsområdet Liegnitz i den preussiska provinsen Schlesien, 1871-1945 även som del av Tyskland. Efter andra världskrigets slut hamnade orten öster om Oder-Neisse-linjen och tillföll Polen, varefter den kvarvarande tyska befolkningen fördrevs. Under åren efter kriget återbefolkades staden successivt av nybyggare från centrala Polen och flyktingar från de tidigare polska områdena öster om Curzonlinjen.

## Kultur

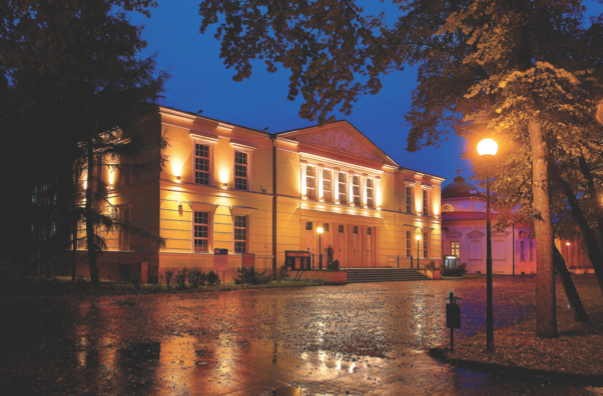
Zdrojowy-dockteatern

Staden har ett stort antal kulturella institutioner för sin storlek.
- Festivalerna September Jeleniogórski och Silesia Sonans på hösten innehåller varje år en serie konsertarrangemang och utställningar.
- C.K. Norwid-teatern i jugendstil, öppnad 1904.
- Arméns friluftsmuseum på platsen för den tidigare arméförläggningen, med utomhusutställningar.
- Nedre Schlesiens filharmoni i Jelenia Góra, ortens konserthus med en fast ensemble som även turnerar internationellt.
- Zdrojowy-dockteatern, uppförd 1833–1836 i nyklassicistisk stil, grundad av Schaffgotschfamiljen, idag dockteater och kulturscen.
- Naturhistoriska museet i Norweskiparken i Cieplice, med Polens största fågelsamlingar.
- Jelenia Góras kulturcentrum (JCK) arrangerar bland annat League of Rock, välgörenhetsarrangemanget WOŚP, September Jeleniogórski, Krokus Jazz Festival och komedifilmfestivalen Barejada.
- Karkonoszemuseet, regionmuseet för historia, etnografi, hantverk och konst, bland annat med omfattande samlingar av konstglas.
- Karkonoszes ljusfestival
- ZOOM – ZBLIŻENIA International Film Festival är en öppen filmfestival för oberoende filmskapare.
- Antik- och kuriosamarknaden i september besöks av samlare från hela Europa.
- Gatuteaterfestivalen i augusti

## Turism
Jelenia Góra är centralort för en större turistregion på norra sidan av Karkonoszebergen, och i trakten finns en nationalpark med vandringsleder samt flera mindre kur- och turistorter. Till staden hör även den historiska kurorten Cieplice Śląskie-Zdrój (Bad Warmbrunn), som idag utgör en stadsdel i Jelenia Góra.

## Byggnadsminnen

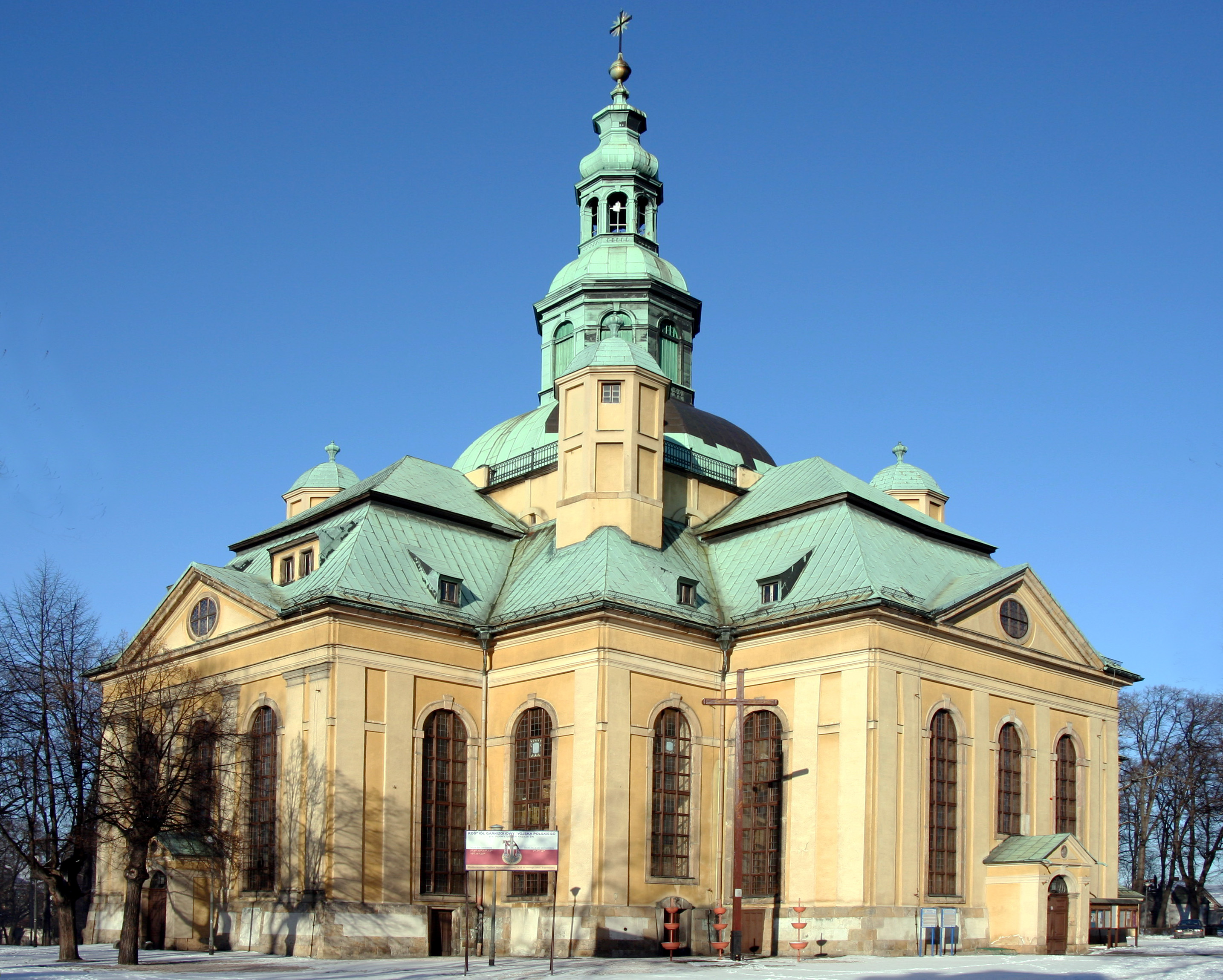
Heliga Korsets kyrka
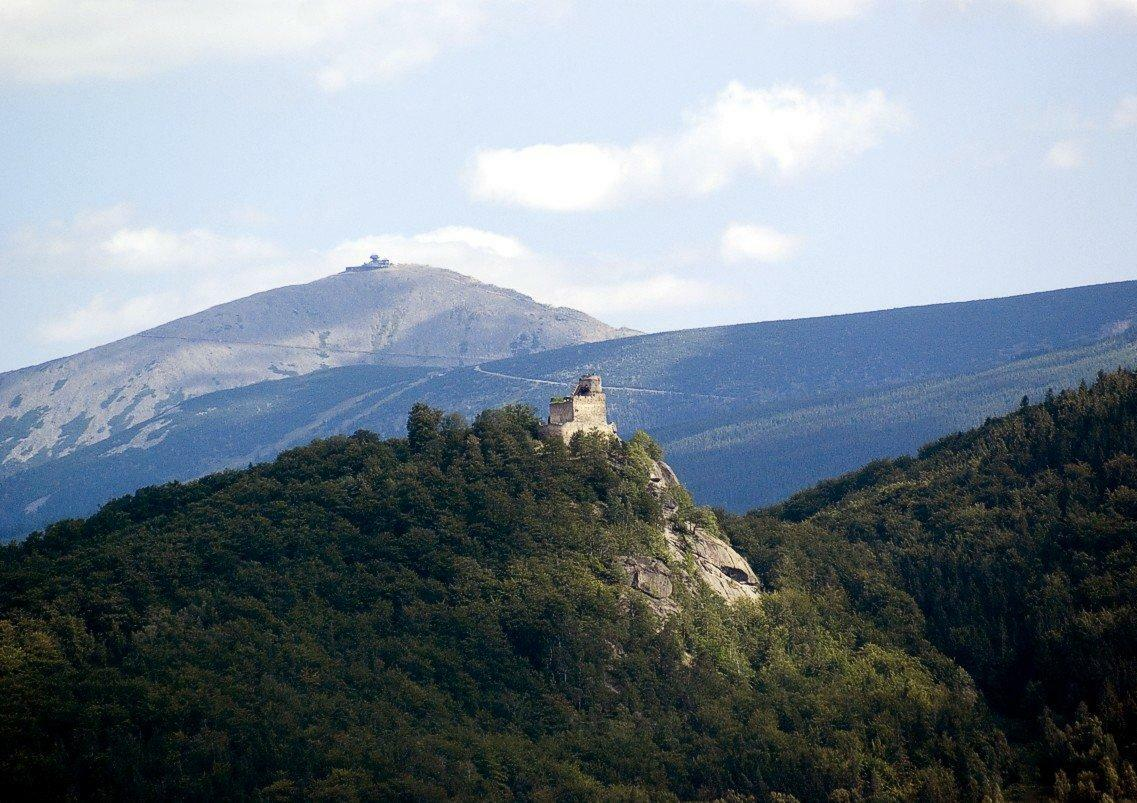
Chojniks slott med Śnieżkas topp i bakgrunden.
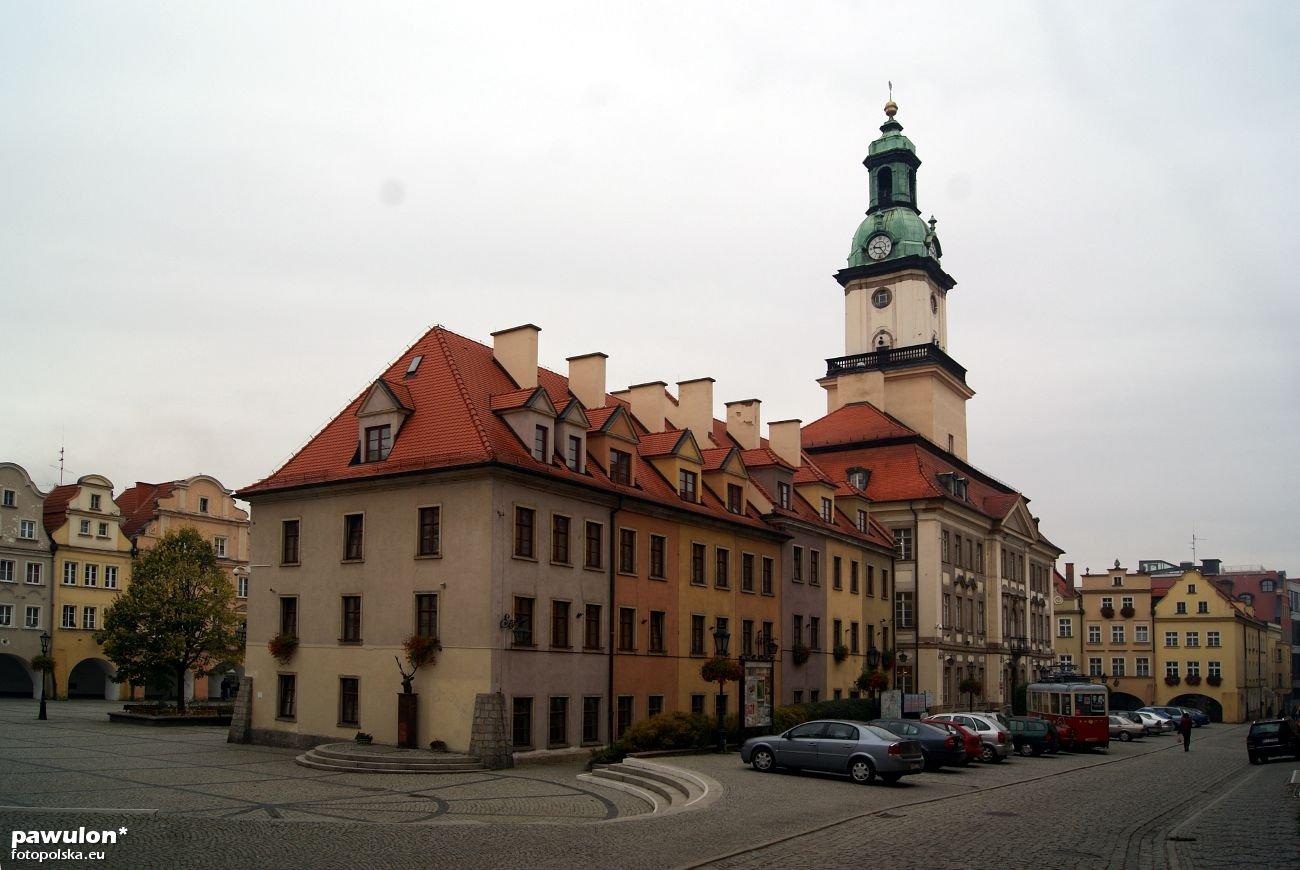
Rådhuset och de "sju husen".
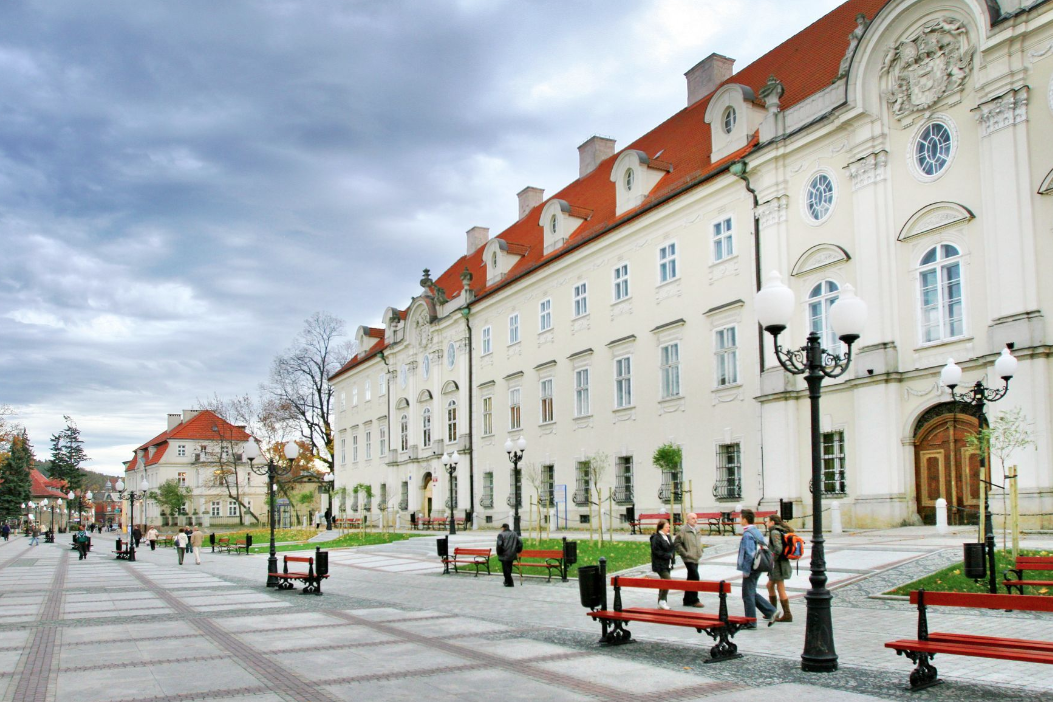
Schaffgotschpalatset i Cieplice Śląskie-Zdrój.

- Den katolska kyrkan S:t Erasmus och Pankratius omnämns första gången 1288 och ersattes av den nuvarande byggnaden på 1300-talet. Den var protestantisk kyrka mellan 1524 och 1629. Under början av 1700-talet byggdes den om i barockstil.
- Mariakolonnen vid kyrkan, troligen av Thomas Weisfeldt, med Nepomukstatyn, troligen av Joseph Anton Lachel.
- Heliga korsets kyrka (Kościół Św. Krzyża) uppfördes 1709–1718 under ledning av arkitekten Martin Frantz med Katarina kyrka i Stockholm som förebild, med målningar av Felix Anton Scheffler och Johann Franz Hoffmann. Omkring kyrkan ligger en stor muromgärdad kyrkogård, med 19 mausoleer över medlemmar av stadens köpmannasällskap. Stora delar av kyrkogårdens utsmyckningar har förstörts efter 1945, men vissa delar utefter insidan av muren har i modern tid restaurerats.
- Stadens första rådhus omnämns första gången 1361. Den nuvarande byggnaden uppfördes 1744–1747 och är fortfarande säte för stadens förvaltning. Omkring 1910 byggdes rådhuset ihop med de anslutande "sju husen".
- Borgarhusen vid stadens torg, med valv i gatuplanet. Husen uppfördes under barock- och rokokoperioden och förföll efter andra världskrigets slut. Från 1960-talet och framåt rekonstruerades husen.
- Utsiktstornet från 1911, renoverat 2011
- Chojniks slott (tyska: Kynastburg), medeltida borgruin i stadsdelen Sobieszów.

## Kommunikationer

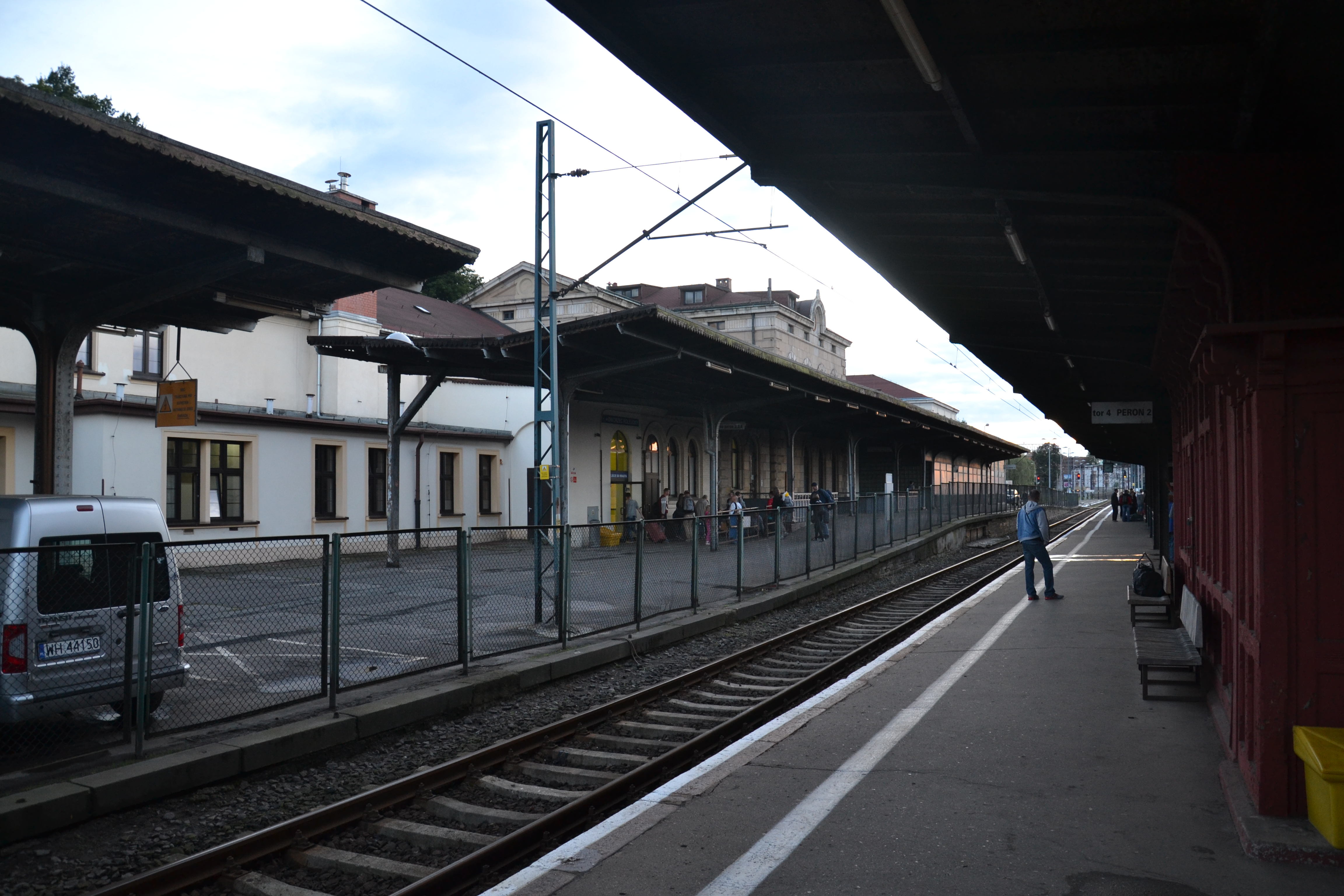
Centralstationen

Genom staden passerar de nationella vägarna DK3 (Świnoujście – Jakuszyce), även skyltad som E65 (Malmö – Chania), och DK30 (Jelenia Góra – Zgorzelec).
Järnvägsförbindelser från stadens centralstation finns i riktning mot Wrocław, Węgliniec, Lwówek Śląski och Jakuszyce.
Närmaste internationella flygplats finns i Wrocław.

## Kända invånare
- Georg Heym (1887-1912), expressionistisk författare.
- Georg de Lalande (1872-1914), tysk-japansk jugendarkitekt.
- Hanna Reitsch (1912-1979), tysk-österrikisk test- och stridspilot.
- Jeremias Benjamin Richter (1762-1807), kemist.
- Christian Jakob Salice-Contessa (1767-1825), köpman, politiker och författare.
- Karl Wilhelm Salice-Contessa (1777-1825), poet.
- Philipp Gotthard von Schaffgotsch (1716-1795), furstbiskop av Breslau och musikmecenat.
- Maximilian Schwedler (1853-1940), flöjtist och instrumentbyggare.
- Ryszard Zając (född 1951), skulptör och musiker.
- Marcin Zawiła (född 1958), politiker tillhörande Medborgarplattformen.